# Granges-près-Marnand

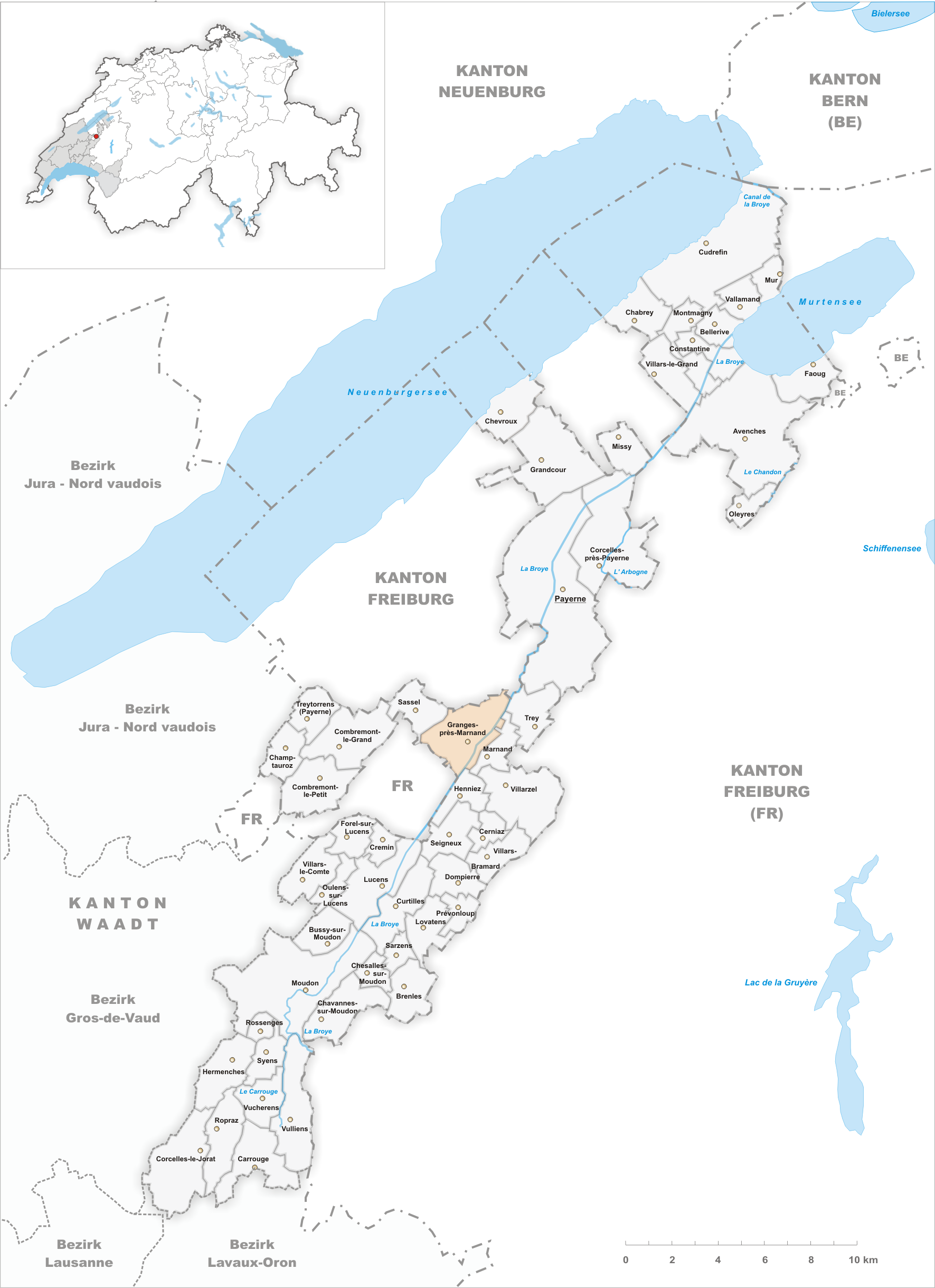
Gemeindestand vor der Fusion am 30. Juni 2011

Granges-près-Marnand war bis zur Fusion zu Valbroye am 1. Juli 2011 eine politische Gemeinde im Distrikt Broye-Vully des Kantons Waadt in der Schweiz. Bis 1952 hiess die Gemeinde Granges (VD).

## Geographie
Granges-près-Marnand liegt auf 473 m ü. M., acht Kilometer südwestlich des Bezirkshauptorts Payerne (Luftlinie). Das Haufendorf erstreckt sich am westlichen Rand des Broyetals, beidseits des Bachlaufs der Lembe, im östlichen Waadtländer Mittelland.
Die Fläche des 7,0 km² grossen ehemaligen Gemeindegebiets umfasst einen Abschnitt im mittleren Broyetal. Der östliche Gemeindeteil wurde von der hier teilweise über ein Kilometer breiten flachen Talebene eingenommen, wobei die Grenze meist östlich der kanalisierten Broye entlang der Eisenbahnlinie verläuft. Nach Westen erstreckte sich der Gemeindeboden in das Tal der unteren Lembe, flankiert von der Höhe von Chassagne (564 m ü. M.) im Norden und dem Wald Les Râpes im Süden, in dem mit 620 m ü. M. der höchste Punkt von Granges-près-Marnand erreicht wird. Im Norden reicht das Gebiet bis zur Hochterrasse von Brit und zum kanalisierten Ruisseau du Moulin, dem Dorfbach von Ménières. Von der Gemeindefläche entfielen 1997 12 % auf Siedlungen, 22 % auf Wald und Gehölze, 63 % auf Landwirtschaft und etwas weniger als 3 % war unproduktives Land (zwei ausgedehnte Sand- und Kiesgruben).
Zur Gemeinde Granges-près-Marnand gehörten der Weiler Brit (477 m ü. M.), auf einer Geländeterrasse westlich der Broye, mit der westlich anschliessenden Hofsiedlung Maison Neuve (480 m ü. M.) sowie einige Einzelhöfe. Nachbargemeinden von Granges-près-Marnand waren Trey, Marnand, Henniez und Sassel im Kanton Waadt sowie Ménières, Fétigny, Villeneuve, Surpierre im Kanton Freiburg.

## Bevölkerung
Mit 1218 Einwohnern (Stand 31. Dezember 2010) gehörte Granges-près-Marnand zu den mittelgrossen Gemeinden des Kantons Waadt. Von den Bewohnern sind 85,2 % französischsprachig, 3,8 % portugiesischsprachig und 3,4 % sprechen Albanisch (Stand 2000). Die Bevölkerungszahl von Granges-près-Marnand belief sich 1870 auf 841 Einwohner, 1900 auf 942 Einwohner. Nach einem vorübergehenden leichten Bevölkerungsrückgang in der ersten Hälfte des 20. Jahrhunderts nimmt die Einwohnerzahl seit 1950 (856 Einwohner) langsam aber kontinuierlich zu.

## Wirtschaft
Granges-près-Marnand ist kleines regionales Zentrum am Mittellauf der Broye zwischen Payerne und Moudon. Das Dorf war bis zu Beginn des 20. Jahrhunderts vorwiegend durch die Landwirtschaft geprägt. Heute haben der Ackerbau (unter anderem Tabakanbau), der Obstbau und die Viehzucht nur noch eine untergeordnete Bedeutung in der Erwerbsstruktur der Bevölkerung.
Im Lauf des 20. Jahrhunderts haben sich in Granges-près-Marnand einige Handwerks- und Industriebetriebe sowie Banken niedergelassen. Der bedeutendste Betrieb ist die Desmeules Frères SA (heute im Besitz der Vigier Holding SA), die aus einem 1901 gegründeten Unternehmen zur Ausbeutung von Sandgruben hervorging und heute Betonfertigteile produziert. Zur Fabrik gehören zwei grosse Sand- und Kiesgruben. Weitere Unternehmen haben sich in der Baubranche, in der Tierzucht, im Lebensmittelgrosshandel und im Karosseriebau etabliert.
Granges-près-Marnand verfügt auch über eine Gemeindebibliothek (seit 1862), Banken, ein Alters- und Pflegeheim sowie über mehrere Sportanlagen, darunter ein Tenniszentrum.

## Verkehr
Granges-près-Marnand ist verkehrstechnisch gut erschlossen. Sie liegt nur 1 km von der verhältnismässig stark frequentierten Hauptstrasse 1 von Lausanne via Payerne nach Bern entfernt, die vor dem Autobahnbau die Hauptachse von Bern in die Westschweiz darstellte. Am 25. August 1876 wurde die Bahnlinie Payerne-Moudon mit dem Bahnhof Granges-Marnand auf der Gemeindegrenze von Granges-près-Marnand und Marnand in Betrieb genommen. Für die Feinverteilung im öffentlichen Verkehr sorgt ein Postautokurs, der vom Bahnhof nach Cheiry verkehrt.
Am 29. Juli 2013 kam es im Bahnhof zum Eisenbahnunfall von Granges-Marnand, bei dem ein Lokführer starb und 45 Passagiere verletzt wurden.

## Geschichte
Das Gemeindegebiet von Granges-près-Marnand war schon sehr früh besiedelt. Es wurden Spuren aus der Bronzezeit, Fundamente einer römischen Villa und frühmittelalterliche Gräber gefunden. Die erste urkundliche Erwähnung des Ortes erfolgte bereits im Jahr 881 unter der Bezeichnung in fine Graniacense, 1228 erschien der Name Granges. Der Ortsname ist vom spätlateinischen Wort granea abgeleitet und bezeichnete ursprünglich einen Kornspeicher, später auch einen ganzen Bauernhof.
Granges-près-Marnand unterstand seit dem 13. Jahrhundert dem Lausanner Domkapitel und dem Kloster Payerne. Mit der Eroberung der Waadt durch Bern im Jahr 1536 gelangte das Dorf unter die Verwaltung der Kastlanei Villarzel in der Vogtei Moudon. Nach dem Zusammenbruch des Ancien Régime gehörte Granges-près-Marnand von 1798 bis 1803 während der Helvetik zum Kanton Léman, der anschliessend mit der Inkraftsetzung der Mediationsverfassung im Kanton Waadt aufging. 1798 wurde es dem Bezirk Payerne zugeteilt. Der Weiler Brit, der früher eine eigene kleine Herrschaft bildete, kam 1806 zu Granges-près-Marnand. Vor der Korrektion der Broye wurde das Dorf mehrmals von schweren Überschwemmungen betroffen, insbesondere in den Jahren 1774, 1888 und 1895.

## Sehenswürdigkeiten

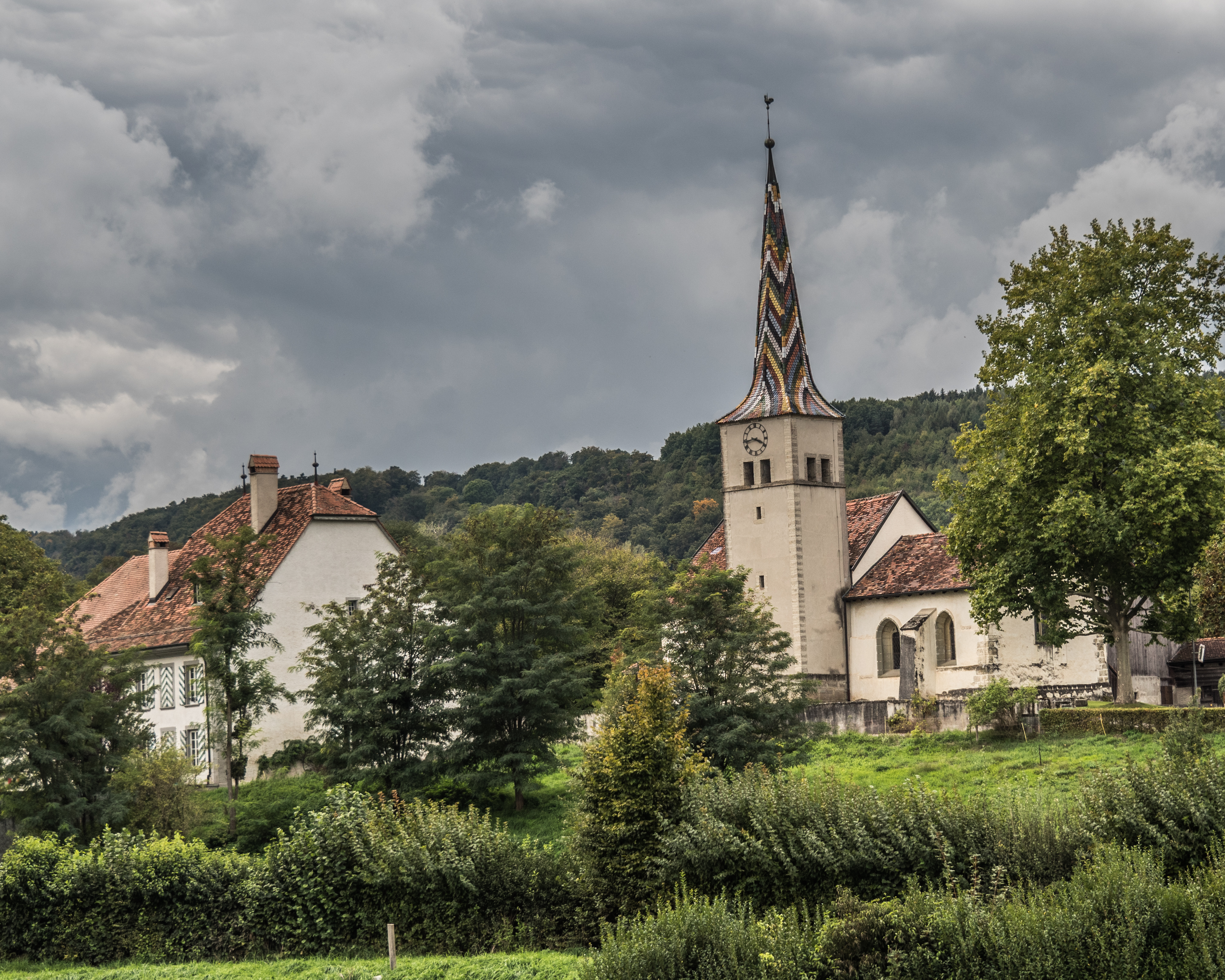
Kirche Notre-Dame mit Pfarrhaus

Am südlichen Dorfende steht die aus dem 12. bis 14. Jahrhundert stammende reformierte Pfarrkirche, die romanische und gotische Bauelemente aufweist. Im Innern sind Reste von Wandmalereien aus dem 15. Jahrhundert erhalten. Der Kirchturm wurde 1808 neu gebaut. Ausgrabungen haben ergeben, dass die Kirche an der Stelle einer römischen Villa steht, deren Grundmauern bereits im 7. Jahrhundert für den Bau einer Kapelle, später für die Errichtung einer ersten Kirche genutzt wurden. Das Pfarrhaus stammt von 1591.

## Persönlichkeiten
- Adolphe Jordan (* 1845 in Granges-près-Marnand; † 1900 in Lausanne), Oberforstinspektor und Politiker